# Gubernija
Gubernija és una empresa de cervesa a Lituània. És una de les més antigues en el món, ja que va ser fundada el 1665. Gubernija cotitza en la borsa de valors NASDAQ OMX Vilnius de Vílnius. A diferència d'altres fàbriques de cervesa lituanes, Gubernija té els seus propis locals de bars.
Va ser privatitzada el 1999, i el 2006 va passar a les mans de Tomkus. El president és Romualdas Dunauskas.

## Producció de marques
- Ekstra,[8]
- Grand,[9]
- Ledas
- Ledukas, Cervesa sense alcohol[10][11][12]
- Kunigaikščių,[13][14][15]
- Žigulinis, Lager[16]
- Dvaro Mišas[17]